# Колендер, Латаша
Лата́ша Ко́лендер (англ. LaTasha Colander; род. 23 августа 1976, Портсмут) — американская легкоатлетка. Чемпионка Олимпийских игр 2000 года в эстафете 4×400 м. Чемпионка США 2000 года в беге на 400 м.

## Биография
Начала карьеру с барьерного бега, в 1994 году стала серебряным призёром в беге на 100 метров с барьерами на чемпионате мира среди юниоров. Позже переквалифицировалась в гладкий бег, выступала на дистанциях 100, 200 и 400 метров.
С отличием окончила университет в Северной Каролине. На спортивных соревнованиях выступала за клуб «Найки». 
В 2004 году на своей второй Олимпиаде выступала на дистанции 100 метров, где в финале заняла 8 место.
В 2014 году включена в Зал славы Вирджинии.